# Lijst van bisschoppen van Grosseto
Hieronder volgt een lijst van bisschoppen van Grosseto.

## Bisschop van Roselle (-1138)
- 499: Vitellianus
- c. 600: Balbino
- c. 650: Theodor
- c. 680: Valerianus
- 715: Gaudiosus
- 825: Rupert
- c. 850 - 861: Otto
- 967: Radaldus
- 1015: Ranier
- 1036: Crescentius
- 1050: Gerardus
- c. 1060 - 1079: Dodo
- 1101: Ildebrand
- 1118: Berardus
- 1133 - 1138: Roland

### Titulair aartsbisschop van Roselle (1968-heden)
- 23 februari 1968 - 21 februari 1998: Lorenzo Antonetti
- 28 maart 1998 - 1 maart 2001: Marcello Zago
- 15 oktober 2001 - heden: Giovanni Angelo Becciu

## Bisschop van Grosseto (1138-heden)
- 1138 - 1160: Roland
- 1174: Martino
- 1187 - 1202: Gualfredo
- 1210: Azzo
- 1212: Hermannus
- 1220 - 1228: Pepo
- 1240: Actius I
- 1262: Ugo di Ugurgeri
- 1265 - 1277: Actius II
- 1278: Bartolomeo da Amelia
- 1291 - 1295: Offreduccio
- 1295 - 1305: Giovanni I
- 1306 - 1328: Restauro
- 1328 - 1330: Filippo Bencivenne
- 1330 - 1334: Angelo da Porta Sole
- 1334 - 1349: Angelo Cerretani
- 1349 - 1383: Benedetto Cerretani
- 1384 - 1390: Giacomo Tolomei
- 1390: Angelo Malavolti
- 1400: Giovanni II
- 1400 - 1406: Antonio Malavolti
- 1407 - 1417: Francesco Bellanti
- 1417 - 1426: Giovanni Pecci
  - 12 september 1427 - 4 februari 1439: Antonio Casini (Apostolisch administrator; kardinaal)
  - februari 1439 - 10 november 1444: Giuliano Cesarini (Apostolisch administrator; kardinaal)
- 1445 - 1452: Memmo Agazzari
- 22 september 1452 - 1468: Giovanni Agazzari
- 1471 - 1488: Giovanni Pannocchieschi d'Elci
- 9 maart 1489 - 1497: Andreoccio Ghinucci
- 4 augustus 1497 - 11 december 1522: Raffaello Petrucci (Vanaf 1517 kardinaal)
- 22 december 1522 - 25 februari 1527: Ferdinando Ponzetti (Sinds 1517 kardinaal)
- 25 februari 1527 - juli 1527: Wolfgang Goler
  -  ?: Domenico Giacobazzi (Apostolisch administrator)
- 23 maart 1528 - 7 mei 1553: Marco Antonio Campeggi
  - 17 mei 1553 - 2 oktober 1553: Fabio Mignanelii (Apostolisch administrator; kardinaal)
- 2 oktober 1553 - 1576: Giacomo Mignanelii
- 22 augustus 1576 - 1590: Claudio Borghese
- 26 april 1591 - 25 oktober 1606: Clemente Polito
- 20 november 1606 - 1611: Giulio Sansedoni
- 17 augustus 1611 - mei 1622: Francesco Piccolomini
- 11 juli 1622 - 1636: Girolamo Tantucci
- 2 maart 1637 - 2 september 1647: Ascanio Turamini
- 1 maart 1649 - 1662: Giovanni Battista Gori Pannilini
- 11 februari 1664 - 8 juli 1664: Giovanni Pellei
- 13 april 1665 - december 1699: Cesare Ugolini
- 28 mei 1700 - november 1701: Sebastiano Perissi
- 15 januari 1703 - april 1710: Giacomo Falconetti
- 15 december 1710 - 1 juni 1736: Bernardino Pecci
- 6 mei 1737 - 10 april 1790: Antonio Maria Franci
- 17 juni 1793 - 9 juni 1835: Fabrizio Selvi
- 2 oktober 1837 - 29 april 1858: Giovanni Domenico Francesco Mensini
- 22 februari 1867 - 30 januari 1876: Anselmo Fauli
- 3 april 1876 - 1 maart 1884: Giovanni Battista Bagalà Blasini
- 1 maart 1884 - 27 februari 1907: Bernardino Caldajoli
- 17 augustus 1907 - 8 maart 1920: Ulisse Carlo Bascherini
- 8 maart 1920 - 3 maart 1932: Gustavo Matteoni
- 16 september 1932 - 10 augustus 1971: Paolo Galeazzi
- 16 oktober 1971 - 22 januari 1979: Primo Gasbarri
- 23 maart 1979 - 20 juli 1991: Adelmo Tacconi
- 20 juli 1991 - 14 september 1995: Angelo Scola
- 13 juli 1996 - 17 november 2001: Giacomo Babini
- 17 november 2001 - 29 september 2012: Franco Agostinelli
- 28 mei 2013 - heden: Rodolfo Cetoloni